# Hednotodes
Hednotodes is een geslacht van vlinders van de familie snuitmotten (Pyralidae), uit de onderfamilie Chrysauginae.

## Soorten
- H. callichroa Lower, 1893
- H. metaxantha (Hampson, 1918)